# Jupiter et Antiope (David)
Jupiter et Antiope (David) est une toile attribuée à Jacques-Louis David. L’attribution est difficile, David ayant renié la plupart de ses œuvres de jeunesse.

## Historique
David aurait donné la toile à sa cousine Marie-Françoise Baudry et son mari. Le petit-fils de celle-ci, Adolphe Guillon, lègue la toile au musée de Sens à sa mort en 1896. La toile est publiée par Charles Saunier en 1911.
Sur le verso de la toile figure une pochade de jeune femme.

## Source
- « Jupiter et Antiope », in David, catalogue d’exposition du musée du Louvre, Paris, Éditions de la Réunion des musées nationaux, 1989.